# Підполковник міліції
 Підполковник міліції — спеціальне звання старшого начальницького складу міліції України в 1991–2015 роках. Також використовувалося чи використовується в державах де правоохоронним еквівалентом поліції є міліція. Здебільшого це країни колишнього СРСР та «Соціалістичного табору».
В Україні з 2015 року звання було замінене на «підполковник поліції».

## Використання
- СРСР — 1943—1991
- Україна — 1991—2015
- Росія — 1991—2011
- Білорусь — з 1991
- Таджикистан — з 1991
- Узбекистан — 1991—2019

## Історія звання

### СРСР
В 1943 році відбувається чергова реформа в органах НКВС. 9 лютого 1943 року, Указом Президії Верховної Ради СРСР «Про звання начальницького складу органів НКВС і міліції» замість попередніх спеціальних звань в міліції були введені нові, які у молодшого, середнього та старшого начальницьких складів стали співпадати з військовими званнями. Звання старшого майора міліції зникає, натомість з'являються нові звання підполковника та полковника міліції. Для вищого начальницького складу були введені особливі спеціальні звання комісарів міліції 1, 2 та 3 рангів. Звання підполковник міліції відносилося до старшого складу та було вище від звання майор міліції, та нижче від полковника міліції.
В такому вигляді звання проіснувало до розпаду СРСР у 1991 році, після цього увійшовши до ієрархії тих країнах які здобувши незалежність залишили міліційну систему правоохоронних органів.

### Україна
Однією з країн, що в 1991 році залишили міліційну систему правоохоронних органів стала Україна. Серед спеціальних звань української міліції, збереглося і звання підполковника міліції.
2 липня 2015 року згідно зі ст. 80 розділу VII («Загальні засади проходження служби в поліції») Закону України «Про Національну поліцію», були встановлені спеціальні звання поліції. Нові звання дещо відрізняються від попередніх спеціальних звань міліції. Звання підполковник поліції відноситься до середнього класу. Згідно з розділом ХІ «Прикінцеві та перехідні положення» при переатестації працівники міліції, що мали спеціальне звання підполковник міліції, отримують спеціальне звання підполковник поліції.

## Знаки розрізнення
В 1943 році згідно з наказом № 126 від 18 лютого відповідно Указу Президії Верховної Ради від 9 лютого 1943 року «О введенні нових знаків розрізнення для особового складу органів і військ НКВС» вводяться нові однострої, та нові знаки розрізнення. Замість петлиць вводяться погони на яких стали розміщуватися знаки розрізнення. Також відбувається уніфікація спеціальних звань з військовими (за виключенням вищого складу). Підполковники міліції аналогічно до армійських мали на срібних погонах з двома бірюзовими поздовжніми просвітами, по дві золотисті металеві п'ятипроменеві зірочки.
В 1969 році в МВС СРСР вводяться нові однострої темно-сірого кольору («маренго») замість синіх. Погони також стають сірими з червоними кантами та просвітами.
Після отримання в 1991 році Україною незалежності, перший час використовуюся однострій радянської міліції.
Постановою Верховної Ради України від 22 квітня 1993 р. № 3135-XII «Про спеціальні звання, формений одяг та знаки розрізнення в органах внутрішніх справ України» встановлені спеціальні звання для осіб начальницького та рядового складу органів внутрішніх справ.
Згідно з наказом МВС України № 535 від 24 травня 2002 року «Про затвердження Правил носіння форменого одягу та знаків розрізнення особами начальницького і рядового складу органів внутрішніх справ, військовослужбовцями спеціальних моторизованих військових частин міліції внутрішніх військ Міністерства внутрішніх справ України» були переглянуті знаки розрізнення та однострої.
Підполковник міліції СРСР
| 1943 | 1947 | 1958-1961 | 1958-1961 | 1958-1961 |
| ---- | ---- | --------- | --------- | --------- |
|      |      |           |           |           |

## Носії
| Молодше звання: Майор міліції | ГУРСМ НКВС/МВС СРСР 1943-1991 Підполковник міліції | Старше звання Полковник міліції |